# Guijo de Ávila
Guijo de Ávila è un comune spagnolo di 93 abitanti situato nella comunità autonoma di Castiglia e León.